# 張璿 (正德進士)
張璿（1475年—？），字舜用，浙江紹興府餘姚縣人，官籍，明朝政治人物。

## 生平
弘治十七年（1504年）甲子科浙江鄉試第二十二名舉人。正德六年（1511年）中式辛未科會試第三百三十四名，登第二甲第一百零二名進士。官至刑部员外郎。

## 家族
曾祖張輯；祖父張皥；父張偉，母葉氏。慈侍下。